# Gonomyia vana
Gonomyia vana är en tvåvingeart som beskrevs av Evgenyi Nikolayevich Savchenko 1980. Gonomyia vana ingår i släktet Gonomyia och familjen småharkrankar. Inga underarter finns listade i Catalogue of Life.